# المعشار (إب)
المعشار هي إحدى قرى الجمهورية اليمنية. تتبع جغرافيا لمحافظة إب وإداريًا لمديرية حبيش. يبلغ تعداد سكانها 1397 نسمة حسب الإحصاء الذي أجري عام 2004.